# L'Arnacœur
L'Arnacœur (Internationale titel: Heartbreaker) is een Franse romantische film uit 2010 die geregisseerd werd door Pascal Chaumeil. Deze komedie was in Frankrijk een van de meest succesrijke Franse films van 2010 kreeg vijf nominaties voor een César.

## Verhaal
Alex (Romain Duris) en zijn zus Mélanie (Julie Ferrier) hebben samen met haar man Marc (François Damiens) een bedrijfje in het verbreken van relaties. Alex is de professionele relatiebreker. Het drietal doet dit alleen als de vrouw ongelukkig is zonder dat ze het zelf weet. Ze proberen de vrouwen verliefd te laten worden op Alex om zo de relatie te laten verbreken.
Ze worden ingehuurd door een rijke man (Jacques Frantz) die het huwelijk van zijn dochter Juliette (Vanessa Paradis) met de Engelsman Jonathan (Andrew Lincoln) wil vermijden. Het probleem is dat ze hier slechts tien dagen voor hebben. Bijkomende moeilijkheid is dat Jonathan en Juliette de indruk geven een perfecte koppel zijn. Alex is door een schuld gedwongen om deze klus aan te nemen op nog maar vijf dagen voor de bruiloft.
Alex wordt de bodyguard van Juliette om dichter in haar omgeving te komen. Alex zoekt uit wat ze leuk vindt en doet alsof hij dat ook leuk vindt, zoals Dirty Dancing, roquefort en George Michael. Als ze gevoelens voor elkaar ontwikkelen gooit de vroege aankomst van Jonathan roet in het eten. De avond voor de bruiloft vertrekken Alex en Juliette voor een nachtje uit en hebben ze een gezellige tijd met elkaar. De volgende morgen spreekt Juliette haar gevoelens uit en Alex begint zijn welbekende speech te houden maar stopt halverwege en zegt dat ze moet trouwen.
Op de dag van de bruiloft vertrekken Alex, Mélanie en Marc uit het hotel. In de lift, waar ook Juliette en haar vader ingestapt zijn, laat Marc een koffer vallen. Juliette ziet stapels informatie over zichzelf uit de koffer vallen. Ze beseft nu dat haar vader Alex heeft ingehuurd om de bruiloft te dwarsbomen. Het drietal vertrekt naar het vliegveld waar Mélanie haar broer verwijt dat hij altijd afhaakt als het moeilijk wordt. Alex beslist zijn hart te volgen en naar de bruiloft te gaan.
Vlak voor de bruiloft vertelt Juliette's vader haar dat Jonathan een goede man is maar dat ze zich snel zal vervelen met hem. Hij zegt ook dat Alex zijn salaris heeft geweigerd. Voordat Juliette bij haar aanstaande man voor het altaar komt, draait ze zich om en verlaat ze haar eigen bruiloft om Alex te vinden. Alex en Juliette ontmoeten elkaar halverwege en zoenen. Alex geeft toe dat hij roquefort en George Michael haat en nooit Dirty Dancing heeft gezien, maar haar toch elke dag wil zien.

## Rolverdeling
- Romain Duris als Alex
- Vanessa Paradis als Juliette Van Der Becq
- Julie Ferrier als Mélanie, de zus van Alex
- François Damiens als Marc, de man van Mélanie
- Andrew Lincoln als Jonathan, de toekomstige bruidegom van Juliette
- Helena Noguerra als Sophie, de vriendin van Juliette
- Jean-Yves Lafesse als Dutour, de opdrachtgever van Alex
- Jacques Frantz als Van Der Becq, de vader van Juliette

## Nominaties
César
- César voor Beste debuutfilm
- César voor Beste film
- César voor Beste acteur - Romain Duris
- César voor Beste acteur in een bijrol - Fran Damiens
- César voor Besta actrice in een bijrol - Julie Ferrier